# Sebastião Salgado

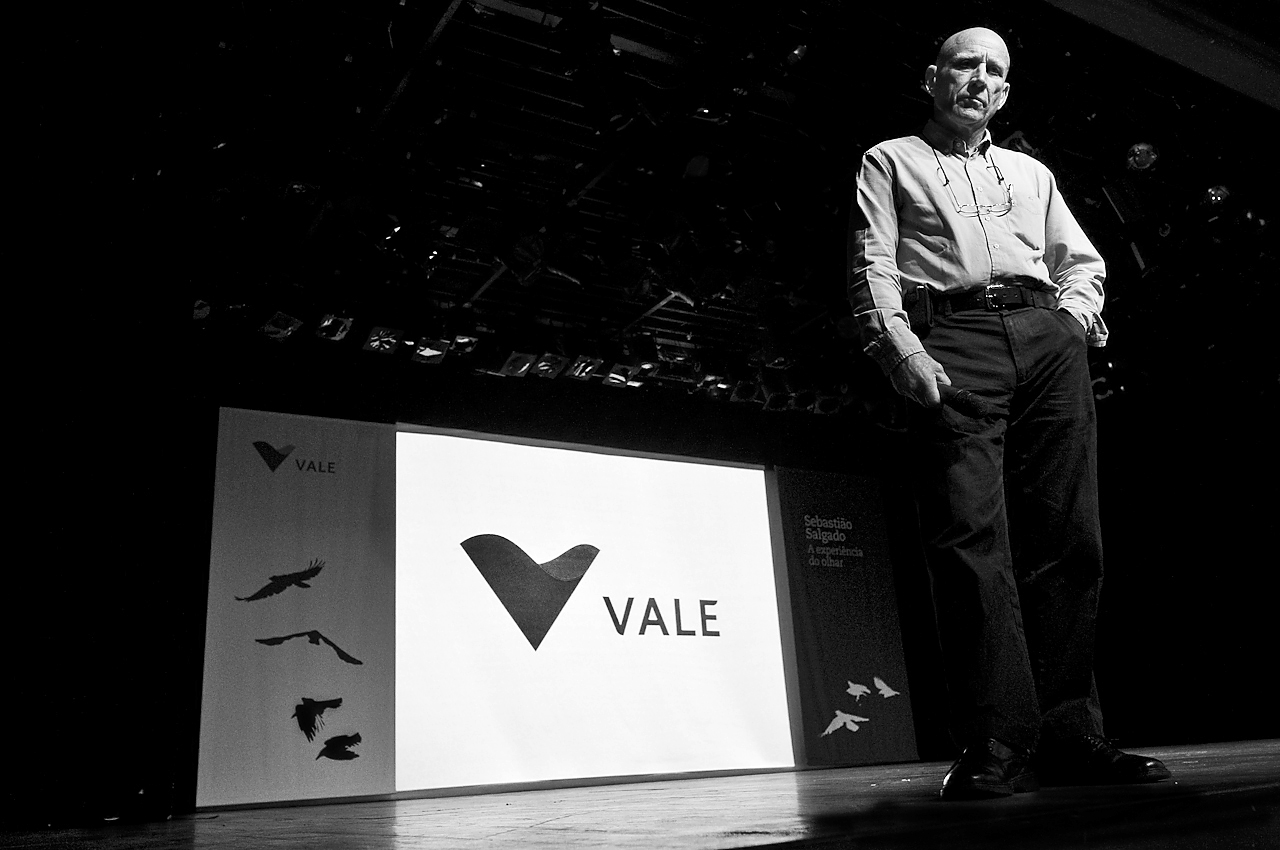
Sebastião Salgado na konferenci Vale 2008

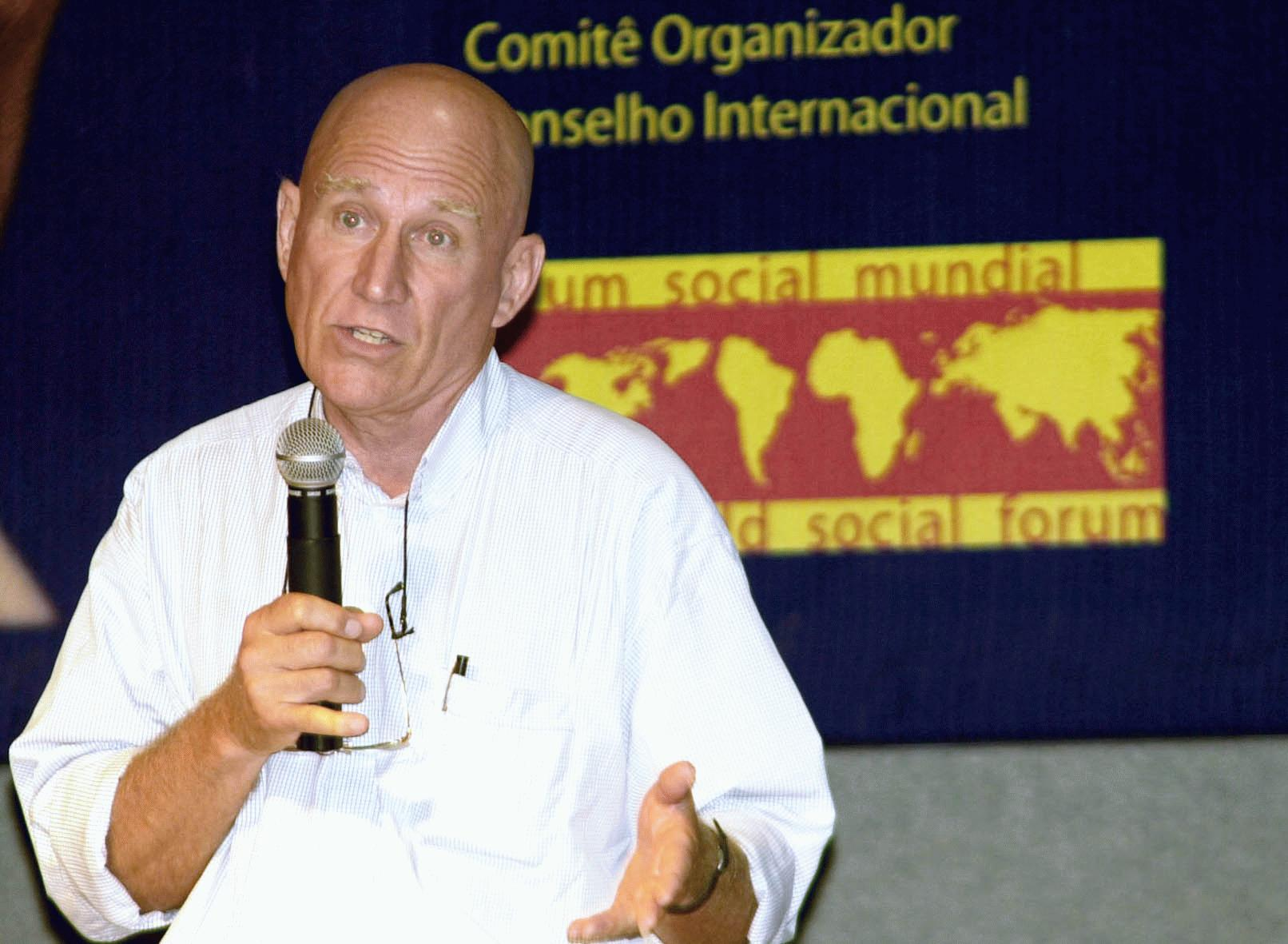
Sebastião Salgado v roce 2003 na fóru Social Mundial v Porto Alegre

Sebastião Ribeiro Salgado (8. února 1944 Minas Gerais – 23. května 2025) byl brazilsko-francouzský dokumentární fotograf, fotoreportér a ochránce životního prostředí, který pokračoval v tradici černobílé humanistické fotografie. V rámci svých fotografických projektů procestoval více než 120 zemí. Většina z jeho snímků byla publikována v četných tiskovinách a knihách. Putovní výstavy jeho prací byly představeny po celém světě. Byl velvyslancem dobré vůle organizace UNICEF. V roce 1982 obdržel grant W. Eugena Smithe, v roce 1992 byl zvolen čestným členem Americké akademie umění a věd a v roce 1993 mu byla udělena výroční medaile a čestné členství (HonFRPS) Královské fotografické společnosti. Od dubna 2016 byl členem Akademie výtvarných umění při Institut de France.

## Životopis
Narodil se 8. února 1944 v Aimorés ve státě Minas Gerais v Brazílii. Po poněkud kočovném dětství vystudoval ekonomii a získal bakalářský titul na Universidade Federal do Espírito Santo, magisterský titul na Univerzitě São Paulo v Brazílii a doktorát na Univerzitě v Paříži, kam v roce 1969 emigroval. Začal pracovat jako ekonom pro Mezinárodní organizaci pro kávu a často cestoval do Afriky na mise pro Světovou banku. V roce 1973 pak začal pracovat jako fotograf. Postupně pracoval pro agentury Sygma a Gamma a byl členem sdružení Magnum Photos. Od počátku se věnoval velkým fotografickým projektům – dokumentoval život domorodců v Latinské Americe, Afričanů postižených hladomorem anebo celosvětovou migraci. Za svoji činnost získal více než 50 mezinárodních ocenění. V roce 1994 založil vlastní agenturu Amazonas Images. Salgado se věnoval převážně vlastním dlouhodobým sociálním projektům. Jeho šest autorských publikací patří k vrcholům humanistického dokumentu. V květnu 2005 zahájil na pražském Hlavním nádraží svou výstavu cyklu Workers v galerii Leica ve vlaku. Výstava byla putovní a cestovala po několika velkých městech po České republice.
Salgado byl ženatý s Lélií Wanick Salgado a měli spolu dva syny, včetně Juliana Ribeira Salgada.
Během cesty do indonéské Nové Guineje v roce 2010 se Salgado nakazil malárií falciparum, která trvale poškodila funkci jeho kostní dřeně. Sebastião Salgado zemřel v Paříži na leukémii 23. května 2025 ve věku 81 let. Jeho smrt oznámil Institut Terra tentýž den.

## Fotografie
Salgado zpočátku pracoval jako tajemník Mezinárodní organizace pro kávu (ICO). Na svých pracovních cestách do Afriky, často zadávaných společně Světovou bankou, pořídil v 70. letech své první focení fotoaparátem Leica své manželky. Fotografie ho natolik inspirovala, že se brzy poté, v roce 1973, osamostatnil jako fotoreportér a poté se vrátil do Paříže.
V roce 1979, po práci ve fotografických agenturách Sygma a Gamma, nastoupil do společnosti Magnum. Salgado, který měl na starosti sérii fotografií pokrývajících prvních 100 dní vlády Ronalda Reagana, zdokumentoval pokus o střelbu, který spáchal John Hinckley Jr. proti tehdejšímu prezidentovi Spojených států 30. března 1981 ve Washingtonu. Prodej fotografií novinám po celém světě umožnil Brazilci financovat jeho první osobní projekt: cestu do Afriky.
Jeho první kniha s názvem Outras Américas (Jiné Ameriky), o chudých v Latinské Americe vyšla v roce 1986. Následovala kniha Sahel: „Muž v panice“ (také vydaná v roce 1986), výsledek dvanáctiměsíční spolupráce s nevládní organizací Lékaři bez hranic, která se zabývala problematikou sucha v severní Africe. Mezi lety 1986 a 1992 se zaměřoval na dokumentaci manuální práce po celém světě, publikoval a vystavoval pod názvem „Dělníci“, což byl monumentální počin, který potvrdil jeho pověst prvotřídního fotodokumentaristy.
V letech 1993 až 1999 se zaměřil na globální fenomén masového vysídlování lidí, což vyústilo v dílo Exodus a Portréty dětí z Exodu, které bylo v roce 2000 publikováno s mezinárodním uznáním. V úvodu k Exodu napsal: „Více než kdy jindy cítím, že lidská rasa je jedna. Existují rozdíly v barvě pleti, jazyce, kultuře a příležitostech, ale pocity a reakce lidí jsou podobné. Lidé prchají před válkami, aby unikli smrti, migrují, aby si zlepšili úděl, budují si nové životy v cizích zemích, přizpůsobují se extrémním situacím…“.
V září 2000 uspořádal Sebastião Salgado s podporou Organizace spojených národů a UNICEF výstavu v kanceláři OSN v New Yorku s 90 portréty vysídlených dětí z jeho díla Portréty dětí exodu. Tyto fotografie svědčí o 30 milionech lidí na celém světě, z nichž většina jsou děti a ženy bez trvalého bydliště.
Sebastião Salgado se těší mezinárodnímu uznání a za svou práci získal prakticky všechna významná světová fotografická ocenění. V roce 1994 založil vlastní tiskovou agenturu As Imagens da Amazônia, která reprezentuje fotografa a jeho dílo. Salgado a jeho manželka Lélia Wanick Salgado, authorka grafického designu většiny jeho knih, se usadili v Paříži. Pár má dva syny, Juliana Salgada, narozeného v roce 1974, a Rodriga, narozeného v roce 1979, který má Downův syndrom. Juliano je filmař a společně s fotografem Wimem Wendersem režíroval dokumentární film O Sal da Terra o práci svého otce, který byl v roce 2015 nominován na Oscara za nejlepší dokument. Dne 6. prosince 2017 se ujal funkce předsedy číslo 1 ze čtyř kateder fotografů na Francouzské akademii výtvarných umění a nahradil tak Luciena Clerguea, který zemřel v roce 2014. Na oficiálním ceremoniálu inaugurace jakožto nesmrtelného člena Akademie obdržel uniformu a meč, čímž se stal prvním Brazilcem, který se připojil k seznamu nesmrtelných této instituce.
Salgado zachycoval na svých snímcích realitu jakou je utrpení a fakt, že lidský život v takových oblastech světa, jako je Rwanda, Brazílie, Nigérie či Bosna, naprosto ztrácí hodnotu. Obzvláště působivé byly jeho perspektivní snímky, na kterých měl anonymní lidský dav na velké ploše černobílé fotografie skutečnou hloubku. Snímky Salgado komponuje podobně jako jsou plátna starých mistrů. Kompozice a hlavní postava, to ústřední, co se v ten moment stalo: to dokáže fotografie zachytit.
Brazilský fotograf potkával na svých cestách mnoho dětí. Vždycky se kolem mě rozestoupily, až když jsem si je dal pěkně do řady a vyfotil je, daly mi pokoj, Mají toho už tolik za sebou, že mají ve výrazu zkušenost dospělých, moudrých a smířených, říká o svých dětských duších fotograf. Tak vznikla celá série portrétů dětí, jejichž tváře jsou pravdivé. Tvary mříží, za kterými jsou uvězněny děti v ghettu Hočkinova města, mají ostré obrysy – a vystrašené tváře, které vykukují zpoza nich, ostře kontrastují v černobílé fotografii. Mrtvá těla a zbytky tlejících mrtvol nepůsobí na černobílé fotografii tak naturalisticky. O to víc jsou ovšem působivé.
Sebastião Salgado nebyl klasickým fotoreportérem, ale spíše lidským fotografem s cítěním a schopností soucítit s trpícími. Byl také umělcem, který se stavěl na stranu utlačovaných a ponižovaných. Přijel jsem do Brazílie, abych fotografoval odbojné rolníky – jsou pro mě totiž jedním z posledních hnutí odporu v tomto světě, uvedl ke svým snímkům brazilského hnutí bezzemků Movimento Sem Terra.

## Environmentalismus
Od 90. let 20. století společně Lélia a Sebastião Salgadovi pracovali na obnově části atlantického pralesa v Brazílii. V roce 1998 se jim podařilo proměnit 17 000 akrů půdy ve chráněnou přírodní rezervaci a založili organizaci Instituto Terra. Institut se věnuje zalesňování, ochraně přírody a ekologickému vzdělávání.

## Publikace
- An Uncertain Grace (1992), eseje: Eduardo Galeano a Fred Ritchin
  - SALGADO, Sebastião; GALEANO, Eduardo; RITCHIN, Fred. An uncertain grace. New York, N.Y: Aperture Foundation, 1990. ISBN 978-0-89381-460-1. OCLC 22701623
  - SALGADO, Sebastião; GALEANO, Eduardo; RITCHIN, Fred. Sebastião Salgado: An uncertain grace. Londýn: Thames & Hudson, 2004. ISBN 978-0-500-28489-6. OCLC 56457689
- Workers: Archaeology of the Industrial Age, Londýn: Phaidon Press, 1993. ISBN 978-0714829319, obsahuje fotografie z 26 zemí světa
  -  Sebastião Salgado: Workers: an archaeology of the industrial age. Londýn: Phaidon, 1993. ISBN 978-0-7148-2931-9. OCLC 471602337
  -  Trabalho, uma arqueologia da era industrial. Portugalsko: Caminho, 1993. ISBN 978-972-21-0834-8. OCLC 81101769
  - SALGADO, Sebastião. Trabalhadores: uma arqueologia da era industrial. São Paulo: Companhia das Letras, 2009. ISBN 978-85-7164-588-2. OCLC 859535737
- SALGADO, Sebastião; BUARQUE DE HOLANDA, Francisco; SARAMAGO, José; LANDERS, Clifford. Terra: struggle of the landless. Londýn: Phaidon Press, 1997. ISBN 0-7148-3636-2. OCLC 610974180
- SALGADO, Sebastião. Migrations: humanity in transition. New York: Aperture, 2000. ISBN 978-0-89381-891-3. OCLC 914864396, obsahuje fotografie ze 39 zemí světa
  - SALGADO, Sebastião; WANICK SALGADO, Lélia. Exodus. Kolín nad Rýnem: Taschen, 2016. ISBN 978-3-8365-6130-3. OCLC 959255065
- The Children: Refugees and Migrants. New York, NY: Aperture, 2000. ISBN 978-0-89381-894-4
- Sahel: The End of the Road, Oakland, CA: University of California Press, 2004. ISBN 978-0-520-24170-1
- Africa, Kolín nad Rýnem: Taschen, 2007, ISBN 978-3-8365-2343-1
- Genesis, Kolín nad Rýnem: Taschen, 2013, ISBN 978-3-8365-3872-5
- From my Land to the Planet, Řím: Contrasto, 2014, ISBN 978-88-6965-537-1
- The Scent of a Dream: Travels in the World of Coffee, New York: Abrams, 2015, ISBN 978-1-4197-1921-9
- Kuwait. A Desert on Fire, Kolín nad Rýnem: Taschen, 2016, ISBN 978-3-8365-6125-9
- Gold, Kolín nad Rýnem: Taschen, 2019. Editor: Lélia Wanick Salgado, ISBN 978-3-8365-7508-9
- Amazônia. Kolín nad Rýnem: Taschen, 2021. Editor: Lélia Wanick Salgado. ISBN 978-3-8365-8510-1[30]

## Ocenění, granty
- 1982 – Cena W. Eugena Smithe[4]
- 1988 – Cena Ericha Salomona
- 1989 – Hasselblad Award[31]
- 1988, 1986, 1994 – Infinity Awards
- 1985 a 1992 – Cena Oskara Barnacka[32]
- 1992 – Zahraniční čestný člen Americké akademie umění a věd[5]
- 1993 – Výroční medaile od Královské fotografické společnosti[6]
- 1993 – Honorary Fellowship (HonFRPS) od Královské fotografické společnosti[6]
- 1994 – Grand Prix national de la photographie[33]
- 1998 – Cena asturské kněžny, umělecká kategorie[34]
- 1988 – Mezinárodní novinářská cena krále Španělska[35]
- 2003 – Ocenění International Award, které udělila Japonská fotografická společnost[36]
- 2007 – M2-El Mundo People’s Choice Award za nejlepší výstavu PhotoEspaña, za cyklus Africa[37]
- 2019 – Mírová cena německých knihkupců[38]
- 2021 – Crystal Award, World Economic Forum[33]
- 2021 – Praemium Imperiale[33]

## Výstavy v Česku
- 2001 Exodus, Výstavní síň Mánes, 7. září – 28. října 2001
- 2005 Workers, kurátor: Lélia Wanick Salgado, Galerie ve vlaku 2005, organizátor Leica Gallery Prague, 2. května – 20. listopadu 2005. Během tohoto období výstava navštívila 11 českých a 12 slovenských měst.[39]
- 2017 Genesis, kurátor: Lélia Wanick Salgado, Letohrádek královny Anny, Pražský hrad, 2. červen – 17. září 2017[40]

## Filmografie
- The Salt of the Earth (Sůl Země) (2014). Dokument o Salgadovi a se Salgadem, režírovaný Wimem Wendersem a Salgadovým synem Julianem Ribeirem Salgadem.[41]